# 비쇼엔역
비쇼엔역(일본어: 美章園駅, びしょうえんえき 비쇼우엔에키[*])은 일본 오사카부 오사카시 아베노구에 위치한 서일본 여객철도의 역이다.
역명은 오사카의 기업인인 야마오카 비쇼가 다이쇼 시대에 설립한 비쇼 토지 주식회사가 이 역 부근의 토지를 주택지로서 개발한 것에서 유래한 것이다.

## 역 구조
상대식 승강장으로 2면 2선의 고가역이다. 개찰구는 보통 동쪽만 사용하지만 출근 시간대에는 서쪽도 사용한다. 이코카 및 제휴 교통카드의 사용이 가능하며 서일본 여객철도의 특정도구시내 제도에 의한 오사카 시내에 속한다.

### 승강장
| 1 | ■ 한와 선 | 오토리 · 간사이 공항 · 와카야마 방면 |
| 2 | ■ 한와 선 | 덴노지 · 오사카 방면                 |

## 역사
1945년 3월 14일 미군에 의한 공습으로 비쇼엔 부근에 1톤의 폭탄이 낙하되어 한와 선의 철근 콘크리트 교각이 붕괴되어 주변 민가를 포함하여 30여명의 사상자를 냈다. 1951년 이를 추모하기 위한 조난공양의 비석이 세워졌다.
- 1931년 6월 3일: 한와 전기 철도 덴노지 ~ 미나미타나베 간에 정류장으로서 신설 개업.
- 1940년 12월 1일: 회사 간 인수 합병에 따라 난카이 전기 철도 야마테 선의 소속이 되었다.
- 1944년 5월 1일: 국유화에 따라 일본국유철도의 소속이 됨과 동시에 역으로 승격하였다.
- 1987년 4월 1일: 민영화에 따라 서일본 여객철도의 소속이 되었다.
- 2003년 11월 1일: 이코카의 사용이 개시되었다.

## 인접정차역
| 서일본 여객철도 한와 선 | 서일본 여객철도 한와 선 | 서일본 여객철도 한와 선    |
| ----------------------- | ----------------------- | -------------------------- |
| 덴노지 방면             | ■ 한와 선 보통          | 미나미타나베 와카야마 방면 |